# Karczemka (województwo wielkopolskie)
Karczemka – osada w Polsce położona w województwie wielkopolskim, w powiecie szamotulskim, w gminie Obrzycko. Miejscowość wchodzi w skład sołectwa Słopanowo.